# Hangmen
(Tagline del film)
Hangmen è un film del 1987 diretto da J. Christian Ingvordsen con Sandra Bullock e Rick Washburn.
È il primo film in cui recita Sandra Bullock.

## Trama
Un senatore degli Stati Uniti viene ucciso durante un'operazione, in cui vengono uccisi anche alcuni innocenti. Diversi anni dopo, Rob Greene diventa il capo della squadra delle operazioni segrete che era stata incaricata di proteggere il senatore, avendo informazioni su una cellula corrotta della CIA, e proprio la cellula vuole Greene e le sue informazioni e per farlo cercano di rapire suo figlio Danny. E per risposta la cellula gli uccidono prima la sua ex moglie col suo secondo marito poi il migliore amico di Danny e infine i suoi due ex colleghi. Così Rob decide di assoldare la sua vecchia squadra che si era sentita responsabile della morte del senatore, però la cellula rapisce Lisa, la fidanzata di Danny, per avere quelle informazioni.